# Ode to the Bouncer
Ode to the bouncer is de eerste single van de virtuele band Studio Killers. De single was voor het eerst te horen op de Deense Radio SydhavsØerne op 27 april 2011. Het nummer werd gemixt door de Britse producer James F. Reynolds. Op 15 juni 2011 werd de single officieel uitgebracht. 

## Achtergrond
In november 2011 kwam de single op de 47e positie binnen in de Nederlandse Single Top 100. Tijdens de jaarlijkse Serious Request-actie van de Nederlandse publieke radiozender 3FM werd de single het meeste aangevraagd. Een week later steeg de single naar nummer 1 in zowel de Nederlandse Single Top 100, de Nederlandse Top 40 op Radio 538 als de Mega Top 50 op 3FM. Bovendien was de single in week 50 van 2011 Alarmschijf op Radio 538 en  in week 1 van 2012 Megahit op 3FM.
In België bereikte de single de 24e positie in de Vlaamse Ultratop 50. In de Vlaamse Radio 2 Top 30 en de Waalse hitlijst werd géén notering behaald. 
De single bevat een tekstuele en muzikale verwijzing naar het nummer Another Brick in the Wall (part two) van Pink Floyd uit 1979.

## Hitnoteringen

### Nederlandse Top 40
| Hitnotering: 10-12-2011 t/m 14-04-2012 | Hitnotering: 10-12-2011 t/m 14-04-2012 | Hitnotering: 10-12-2011 t/m 14-04-2012 | Hitnotering: 10-12-2011 t/m 14-04-2012 | Hitnotering: 10-12-2011 t/m 14-04-2012 | Hitnotering: 10-12-2011 t/m 14-04-2012 | Hitnotering: 10-12-2011 t/m 14-04-2012 | Hitnotering: 10-12-2011 t/m 14-04-2012 | Hitnotering: 10-12-2011 t/m 14-04-2012 | Hitnotering: 10-12-2011 t/m 14-04-2012 | Hitnotering: 10-12-2011 t/m 14-04-2012 | Hitnotering: 10-12-2011 t/m 14-04-2012 | Hitnotering: 10-12-2011 t/m 14-04-2012 | Hitnotering: 10-12-2011 t/m 14-04-2012 | Hitnotering: 10-12-2011 t/m 14-04-2012 | Hitnotering: 10-12-2011 t/m 14-04-2012 | Hitnotering: 10-12-2011 t/m 14-04-2012 | Hitnotering: 10-12-2011 t/m 14-04-2012 | Hitnotering: 10-12-2011 t/m 14-04-2012 | Hitnotering: 10-12-2011 t/m 14-04-2012 | Hitnotering: 10-12-2011 t/m 14-04-2012 |
| Week:                                  | 1                                      | 2                                      | 3                                      | 4                                      | 5                                      | 6                                      | 7                                      | 8                                      | 9                                      | 10                                     | 11                                     | 12                                     | 13                                     | 14                                     | 15                                     | 16                                     | 17                                     | 18                                     | 19                                     |                                        |
| -------------------------------------- | -------------------------------------- | -------------------------------------- | -------------------------------------- | -------------------------------------- | -------------------------------------- | -------------------------------------- | -------------------------------------- | -------------------------------------- | -------------------------------------- | -------------------------------------- | -------------------------------------- | -------------------------------------- | -------------------------------------- | -------------------------------------- | -------------------------------------- | -------------------------------------- | -------------------------------------- | -------------------------------------- | -------------------------------------- | -------------------------------------- |
| Positie:                               | 23                                     | 12                                     | 9                                      | 6                                      | 1                                      | 2                                      | 2                                      | 3                                      | 3                                      | 6                                      | 6                                      | 7                                      | 11                                     | 13                                     | 17                                     | 17                                     | 21                                     | 25                                     | 40                                     | uit                                    |

### Single Top 100
| Hitnotering: 26-11-2011 t/m 12-05-2012 | Hitnotering: 26-11-2011 t/m 12-05-2012 | Hitnotering: 26-11-2011 t/m 12-05-2012 | Hitnotering: 26-11-2011 t/m 12-05-2012 | Hitnotering: 26-11-2011 t/m 12-05-2012 | Hitnotering: 26-11-2011 t/m 12-05-2012 | Hitnotering: 26-11-2011 t/m 12-05-2012 | Hitnotering: 26-11-2011 t/m 12-05-2012 | Hitnotering: 26-11-2011 t/m 12-05-2012 | Hitnotering: 26-11-2011 t/m 12-05-2012 | Hitnotering: 26-11-2011 t/m 12-05-2012 | Hitnotering: 26-11-2011 t/m 12-05-2012 | Hitnotering: 26-11-2011 t/m 12-05-2012 | Hitnotering: 26-11-2011 t/m 12-05-2012 |
| Week:                                  | 1                                      | 2                                      | 3                                      | 4                                      | 5                                      | 6                                      | 7                                      | 8                                      | 9                                      | 10                                     | 11                                     | 12                                     | 13                                     |
| -------------------------------------- | -------------------------------------- | -------------------------------------- | -------------------------------------- | -------------------------------------- | -------------------------------------- | -------------------------------------- | -------------------------------------- | -------------------------------------- | -------------------------------------- | -------------------------------------- | -------------------------------------- | -------------------------------------- | -------------------------------------- |
| Positie:                               | 47                                     | 29                                     | 16                                     | 9                                      | 7                                      | 1                                      | 2                                      | 6                                      | 11                                     | 13                                     | 10                                     | 14                                     | 15                                     |
| Week                                   | 14                                     | 15                                     | 16                                     | 17                                     | 18                                     | 19                                     | 20                                     | 21                                     | 22                                     | 23                                     | 24                                     | 25                                     |                                        |
| Nummer                                 | 16                                     | 20                                     | 27                                     | 26                                     | 47                                     | 42                                     | 54                                     | 49                                     | 56                                     | 68                                     | 75                                     | 82                                     | uit                                    |

### Mega Top 50
Megahit 3FM week 1 2012.
Hitnotering: 26-11-2011 t/m 12-05-2012. Hoogste notering: #1 (1 week). 

### Vlaamse Ultratop 50
| Hitnotering: 14-01-2012 t/m 03-03-2012 | Hitnotering: 14-01-2012 t/m 03-03-2012 | Hitnotering: 14-01-2012 t/m 03-03-2012 | Hitnotering: 14-01-2012 t/m 03-03-2012 | Hitnotering: 14-01-2012 t/m 03-03-2012 | Hitnotering: 14-01-2012 t/m 03-03-2012 | Hitnotering: 14-01-2012 t/m 03-03-2012 | Hitnotering: 14-01-2012 t/m 03-03-2012 | Hitnotering: 14-01-2012 t/m 03-03-2012 |
| Week:                                  | 1                                      | 2                                      | 3                                      | 4                                      | 5                                      | 6                                      | 7                                      |                                        |
| -------------------------------------- | -------------------------------------- | -------------------------------------- | -------------------------------------- | -------------------------------------- | -------------------------------------- | -------------------------------------- | -------------------------------------- | -------------------------------------- |
| Positie:                               | 42                                     | 28                                     | 31                                     | 25                                     | 24                                     | 40                                     | 44                                     | uit                                    |